# Mucharam Kabulova
Mucharam Kabulova (in russo Мухарам Кабулова?; 25 ottobre 1989) è una montatrice russa, vincitrice di un European Film Award per il miglior montaggio per Ada.

## Biografia
Studia alla VGIK come attrice, lavorando prevalentemente nella pubblicità per i tre anni seguenti. Decide poi di studiare montaggio presso la Scuola del nuovo cinema di Mosca. Ha iniziato come assistente al montaggio presso la Non-Stop Production di Oleksandr Rodnjans'kyj e Sergej Mel'kumov. Nel 2021 ha vinto l'European Film Award per il miglior montaggio grazie al film Ada.

## Filmografia parziale
- Ada (Razžimaja kulaki), regia di Kira Kovalenko (2021)
- La lista di Stalin (Kapitan Volkonogov bežal), regia di Natal'ja Merkulova e Aleksej Čupov (2021)
- Vozduch, regia di Aleksej German Jr. (2023)

## Riconoscimenti
- European Film Award
  - 2021 – Miglior montaggio per Ada
- Premio Nika
  - 2025 – Candidatura al miglior montaggio per Vozduch